# عمر فخري
د. عمر فخري الحاصل على البكالوريوس والماجستير والدكتوراه، خاضع لامتحان الزمالة في الكلية الملكية لعلماء الأمراض، هو عالم طبي اشتهر ببحثه في العديد من المجالات: دور فيتامينK في علاج الأهبة النزفية عند الأطفال، والتعاون بين الأجسام المضادة والخلايا اللمفاوية ودورها في الاستجابة المناعية، واستخدام بلاعم الغشاء المصلي البطني في علاج الالتهابات المقاومة عند مرضى سرطان الدم، وتأثير العلاج بالصدمة الكهربائية على مرضى السكري واستخدام العلاج الكهربائي ذو الجهد المنخفض في علاج حروق الجلد المقاومة، والصدفية، وجحوظ العين، وفقر الدم اللاتنسجي، وغيرها من الأمراض.

## الخلفية والتعليم
ولد الطبيب فخري في بغداد في العراق في 18 تشرين الأول عام 1934. بعد حصوله على البكالوريوس في الصيدلة والكيمياء في جامعة بغداد في عام 1955، عمل كمساعد باحث في قسم الكيمياء الحيوية في كلية الطب في جامعة بغداد. في عام 1958، أسّس مختبراً لعلم الأمراض الكيميائية في مستشفى رعاية الأطفال، حيث أجرى أبحاثه بالإضافة إلى إجرائه للاختبارات المعملية الروتينية. في عام 1959، بدأ العمل في المستشفى الجمهوري حيث كان مسؤولاً عن الأبحاث وغيرها من الأعمال في قسم النظائر المشعة حديثاً.
في عام 1961، حصل على زمالة من الوكالة الدولية للطاقة الذرية لمدة عام من التدريب الإضافي في مستشفى كلية جامعة لندن على التطبيق الطبي للنظائر. بعد ذلك واصل عمله في المستشفى الجمهوري في بغداد حتى عام 1966، عندما عاد إلى لندن لمواصلة دراساته العليا في جامعة لندن في مستشفى هامرسميث وكلية الطب العليا الملكية، وحصل على درجة الماجستير في البيولوجيا الإشعاعية والفيزياء الإشعاعية، ثم الدكتوراه في علم المناعة في عام 1971. بعد حصوله على الدكتوراه، عمل الدكتور فخري كمحاضر في مستشفى ويستمنستر، حيث بدأ تطوير أبحاثه. حصل على عضوية في الكلية الملكية لعلماء الأمراض في عام 1975. وبعد عودته إلى بغداد في عام 1978، تم تعيينه مديراً لمركز البحوث الطبية بجامعة بغداد، بالإضافة إلى ذلك، أسس مختبراً خاصاً بالمعاينة السريرية.
واصل الدكتور فخري العمل كمدير لمركز البحوث الطبية، حيث طوّر عمله في مجال العلاج الكهربائي، حتى عاد إلى لندن في عام 1988. خلال الفترة بين 1989 و1990 عمل في قسم الأمراض الجلدية في مستشفى ويستمنستر كمساعد سريري، حيث نجح في علاج العديد من المرضى الذين يعانون من الصدفية باستخدام العلاج الكهربائي. خلال تلك الفترة، عمل أيضاً في معهد طب العيون، حيث نجح أيضاً في علاج عدد من حالات جحوظ العين باستخدام طرق العلاج الكهربائي التي طورها في بغداد. من عام 1992، عمل في عيادة هيل في لندن، وهي عيادة خاصة تروج للطب البديل، باستخدام العلاج الكهربائي لعلاج المرضى. منذ عام 1995 عمل الدكتور فخري في عيادة خاصة بلندن.
تم نشر أعمال الدكتور فخري في عدد من المجلات الطبية الدولية وعرضت في المؤتمرات العلمية في الولايات المتحدة الأمريكية والسويد والدنمارك ومصر وتركيا والمجر.

## مساهماته في العلوم الطبية

### اكتشاف دور فيتامين K في علاج الأهبة النزفية عند الأطفال
يعتبر الإسهال الصيفي حالة شائعة عند الأطفال في العراق نتيجة تلوث الطعام. يشتمل العلاج عادةً على نظام غذائي خال من الدهون، لكن النقص الناتج عن الفيتامينات القابلة للذوبان في الدهون –بما في ذلك فيتامين K- يمكن أن يؤدي إلى الإصابة بأمراض نزفية كنزيف الأمعاء أو النزيف تحت الجلد. عادةً ما يتم علاج الأطفال الذين يعانون من هذه الحالة بواسطة نقل الدم، ولكن التحسن الناتج عن هذه العملية طفيف. في عام 1959، اكتشف الدكتور فخري وتاج الدين ونوري في مستشفى رعاية الأطفال في بغداد أن هؤلاء المرضى يعانون من انخفاض في البروثرومبين، وهو أمر ضروري لتخثر الدم. يمكن علاج هذا ببساطة باستخدام فيتامين K، وهو سلف البروثرومبين. من خلال هذا العلاج، يمكن عكس الحالة بسرعة، مما قد ينقذ حياة مئات المرضى الذين يهددهم هذا المرض.

### اكتشاف التعاون بين الأجسام المضادة والخلايا اللمفاوية
كان يُعتقد أن الخلايا الليمفاوية والأجسام المضادة تعمل بشكل منفصل ولديها وظائف مختلفة، حتى أواخر ستينيات القرن الماضي. أثناء العمل على العلاج المناعي للسرطان، وجد فخري أن الخلايا اللمفاوية أو الأجسام المضادة لم تكن فعالة ضد الخلايا السرطانية فقرر الطبيب فخري -حسب ما استوحاه من عمله فيما يخص عوامل التخثر- التحقيق في التعاون بين الأجسام المضادة والخلايا الليمفاوية لمعرفة ما إذا كان هناك أوجه تشابه مع الطريقة التي تعمل بها عوامل التخثر المختلفة. ووجد أنه عندما يتم خلط الخلايا اللمفاوية بالخلايا السرطانية مع وجود الأجسام المضادة، فإن الخلايا اللمفاوية تطوق الخلايا السرطانية وتدمّرها. وقد أطلق على هذه الخلايا اللمفاوية اسم «الخلايا اللمفاوية التعاونية المصطفاة». كما بدأ العلماء الآخرون في استكشاف هذه الظاهرة، وأصبحت هذه الخلايا اللمفاوية تسمى «الخلايا K» نسبةً إلى كلمة (Killer) والتي تعني «قاتل»، ووجد أنها تلعب دوراً رئيسياً في الاستجابة المناعية. ظهر اكتشاف الدكتور فخري في المجلة العلمية «نيتشر نيو بيولوجي».

### النقل الدموي لبلاعم الغشاء المصلي البطني لسرطان الدم
خلال بحث الدكتوراه، أجرى الدكتور فخري سلسلة من التجارب لتحديد طريقة فعالة لعلاج السرطان عن طريق العلاج المناعي، ونشر العديد من الأبحاث حول النتائج التي توصل إليها، مما يدل على نجاح علاج السرطان في الحيوانات باستخدام البلاعم والأجسام المضادة. من أجل تطبيق النتائج التي توصل إليها على المجموعات البشرية، درس بلاعم الغشاء المصلي البطني البشرية وإمكانية نقلها بين الأفراد. لقد اختبر وجود مستضدات HLAD، المسؤولة عن رفض البلاعم الأجنبية. بشكل مفاجئ لم يجد شيئاً على أسطح البلاعم، مما يشير إلى أن نقل الدم قد يكون ممكناً. قام بعد ذلك بنقل البلاعم التي تم جمعها من غسل الغشاء المصلي البطني للمرضى المصابين بالفشل الكلوي الذين يخضعون لغسيل الكلى المصلي البطني واستخدامها لأول مرة في علاج مرضى اللوكيميا من الالتهابات التي لا تستجيب للمضادات الحيوية. كما استخدم بلاعم الغشاء المصلي البطني لعلاج مريض فقر دم لاتنسجي  باستخدام تأثير عامل تحفيز المستعمرة الذي تطلقه هذه البلاعم.

### العلاج بالصدمات الكهربائية
يشتهر الطبيب فخري باكتشافه التأثير المفيد للعلاج بالصدمات الكهربائية على مرضى السكري. قام أولاً بالإبلاغ عن هذه النتيجة في رسالة إلى مجلة لانسيت الطبية في عام  1966. قام بعدها الطبيب فخري وفضلي والراوي بإجراء دراسة أكبر على مرضى السكري الذين يعانون من الاكتئاب وأبلغوا عن الفوائد المرتبطة بالعلاج بالصدمات الكهربائية في مجلة لانسيت في عام 1980. دعمت الدراسات اللاحقة التي أجراها علماء آخرون نتائج الطبيب فخري.

### الجهد الكهربائي المنخفض
في عام 1982، صمم الدكتور فخري منبهاً كهربائياً يمكن استعماله دون ألم أو إزعاج للمريض كبديل للعلاج بالصدمات الكهربائية. استعمله لأول مرة في علاج حروق الجلد المقاومة ، وجحوظ العيون ، والصدفية ، وفقر الدم اللاتنسجي. على الرغم من أن تأثير العلاج الكهربائي ذو الجهد المنخفض على الجسم لايزال غير مفهوم تماماً، فقد ثبت جيداً أنه يحسن الدورة الدموية ويحفز نمو الأنسجة. بالإضافة إلى ذلك، يبدو أن لها تأثيرات مفيدة فيما يتعلق بأمراض المناعة الذاتية المختلفة وتساعد في تنظيم نظام المناعة غير المتوازن.
استخدم الدكتور فخري طرقه واختراعاته في علاج التهاب اللب في مركز المغرب لطب الأسنان في بغداد والتهاب النخاع والوذمة الدماغية في مستشفى المدينة الطبية في بغداد والتهاب الشبكية الصباغي والتهاب المفاصل الروماتيزمي  في عياداته الخاصة المختلفة في لندن. مازال عمله مستمراً في التطبيقات العلاجية للعلاج الكهربائي.